# Kerry Greenwood

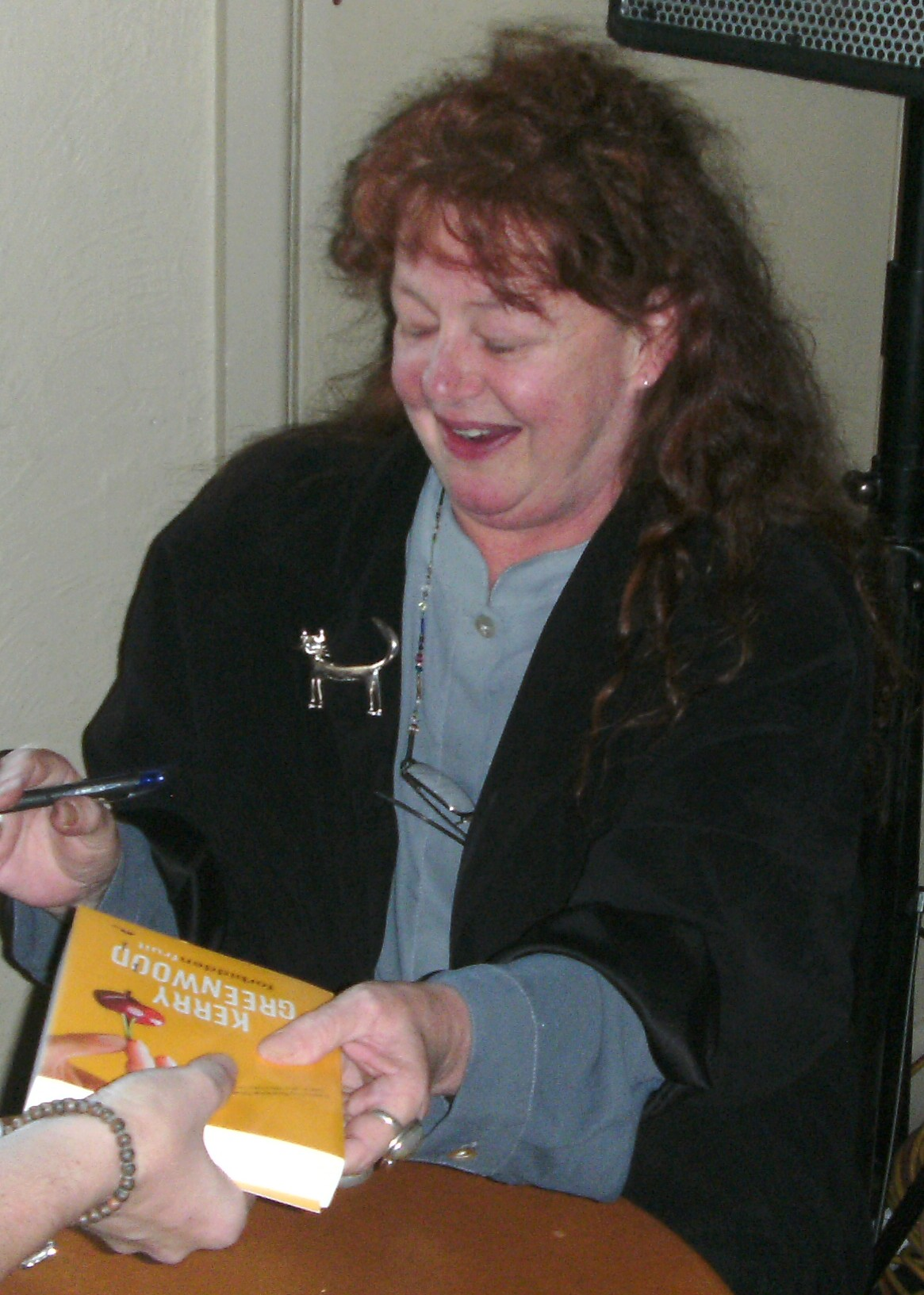
Kerry Greenwood beim Signieren, Oktober 2009

Kerry Isabelle Greenwood OAM (* 17. Juni 1954 in Maribyrnong City, Australien; † 26. März 2025 in Melbourne) war eine australische Juristin und Schriftstellerin, die vor allem mit Kriminalliteratur und historischen Romanen bekannt wurde.

## Leben
Greenwood wuchs in einem Vorort der Metropole Melbourne auf. Sie studierte Rechtswissenschaft mit Abschluss und arbeitete danach als Rechtsberaterin für Victoria Legal Aid, unter anderem als Bewährungshelfer („duty solicitor“). Da sie laut eigener Aussage drei Bücher im Jahr publizieren müsste, um angemessen davon ihren Lebensunterhalt zu bestreiten, gab sie diesen Brotberuf nie ganz auf.
Aus Leidenschaft für die Literatur wurde sie im Zweitberuf Schriftstellerin und veröffentlichte mit hoher Produktivität Historische Romane und Kriminalliteratur sowie Fantasy. Sie wurde für zahlreiche Romane mit australischen Literaturpreisen für Kinder- und Jugendliteratur sowie für Krimis ausgezeichnet. Als wichtigster zu nennen ist der Ned Kelly Award 2003 für ihre Krimi-Lebensleistung.
Ihre erfolgreichste Reihe um die fiktional in den 1920er Jahren lebende Oberschichtdame und Detektivin Phryne Fisher wurde für das australische Fernsehen in mehreren Staffeln verfilmt. Die Serie Miss Fishers mysteriöse Mordfälle ist auch deutschsprachig synchronisiert worden. Die Figur entspricht etwa den Lord-Peter-Wimsey-Romanen der Engländerin Dorothy L. Sayers oder den Ermittlerfiguren bei Agatha Christie. Greenwood betonte, dass ihre juristische Alltagspraxis kaum etwas zu ihren literarischen Krimi-Plots beizutragen imstande war.
Greenwood lebte und arbeitete in der Region Melbourne. Sie starb im März 2025 nach einer Erkrankung im Alter von 70 Jahren.

## Auszeichnungen
- Aurealis Award for Excellence in Australian Speculative Fiction, Young Adult Division, Bester Roman 1996 für The Broken Wheel
- Children’s Book Council of Australia Book of the Year Award, Book of the Year: Younger Readers, 2002: Besondere Ehrung für A Different Sort of Real : The Diary of Charlotte McKenzie, Melbourne 1918-1919
- Davitt Award, Best Young Fiction Book, 2002: Platz 1 für The Three-Pronged Dagger
- Davitt Award, Best Young Fiction Book, 2003: Nominierung für The Wandering Icon
- Davitt Award, Best Adult Novel, 2003: Nominierung für Murder in Montparnasse : A Phryne Fisher Mystery
- Ned Kelly Award for Crime Writing, Lebensleistung, 2003
- Ned Kelly Award for Crime Writing, Best Novel, 2005: Shortlist für Heavenly Pleasures : A Corinna Chapman Novel
- Ned Kelly Award for Crime Writing, Best Novel, 2005: Shortlist für Queen of the Flowers : A Phryne Fisher Mystery
- New South Wales Premier's Literary Awards, Patricia Wrightson Prize for Children’s Books, 2006: Shortlist für Journey to Eureka
- Davitt Award, Readers' Choice Award, 2006: Platz 1 für Heavenly Pleasures : A Corinna Chapman Novel
- Davitt Award, Readers' Choice Award, 2007: Platz 1 für Devil's Food
- Ned Kelly Award for Crime Writing, Best Novel, 2008: Nominierung für Trick or Treat

## Werke
Phryne Fisher Zyklus
- Cocaine Blues. 1989.
  - deutsch: Miss Fisher und der Schneekönig. Rowohlt, Reinbek 1999, ISBN 3-499-26103-0.
- Flying Too High. 1990.
  - deutsch: Miss Fisher in Turbulenzen. Rowohlt, Reinbek 1999, ISBN 3-499-26105-7.
- Murder on the Ballarat Train. 1991.
  - deutsch: Miss Fisher unter Zugzwang. Rowohlt, Reinbek 1999, ISBN 3-499-26102-2.
- Death at Victoria Dock. 1992.
  - deutsch: Miss Fisher fischt im Trüben. Rowohlt, Reinbek 1999, ISBN 3-499-26101-4.
- The Green Mill Murder (1993)
- Blood And Circuses (1994)
- Ruddy Gore (1995)
- Urn Burial (1996)
- Raisins and Almonds (1997)
- Death Before Wicket (1999)
- Away With the Fairies (2001)
- Murder in Montparnasse (2002)
  - deutsch: Mord in Montparnasse. Übersetzt von Regina Rawlinson. Insel Verlag, Berlin 2020, ISBN 978-3-458-36481-8.
- The Castlemaine Murders (2003)
- Queen of the Flowers (2004)
  - deutsch: Tod am Strand. Übersetzt von Regina Rawlinson. Insel Verlag, Berlin 2019, ISBN 978-3-458-36405-4.
- Death By Water (2005)
- Murder in the Dark (2006)
- Murder on a Midsummer Night (2008)
- Dead Man's Chest (2010)
- Unnatural Habits (2012)
- Murder and Mendelssohn (2013)
  - deutsch: Tod eines Dirigenten. Übersetzt von Regina Rawlinson und Sabine Lohmann. Insel Verlag, Berlin 2022, ISBN 978-3-458-68223-3.
- Death in Daylesford (2020)
- Murder in Williamstown (2023)

Omnibus
- The Phryne Fisher Mysteries. Pulp Fiction Press, Brisbane 2003 (Inhalt: Cocaine Blues, Flying Too High)
- The honourable Phryne Fisher returns. Slip into murder and mayhem with unflappable Phryne. Allen & Unwin, Crows Nest 2012 (Inhalt: Cocaine Blues, Flying too high, Murder on the Ballarat Train).
- A Question of Death. An illustrated Prhyne Fisher Treasury. Poisoned Penn Press, Scottsdale, Ariz. 2008 (Inhalt: Hotel splendid. - The voice is Jacob's voice. - Puttin' on the Ritz. - The body in the library. - The miracle of St. Mungo. - Overheard on a balcony. - The hours of Juana the Mad. - Death shall be dead. - Carnival. - The Camberwell wonder. - Come, sable night.)

Corinna Chapman Zyklus
- Earthly Delights. 2004.
  - deutsch: Torten, Tod und Teufel. Blanvalet Verlag, München 2007, ISBN 978-3-442-36457-2.
- Heavenly Pleasures. 2005.
  - Kuchen, Killer und Kanonen. Blanvalet Verlag, München 2008, ISBN 978-3-442-36456-5.
- Devil's Food. 2006.
  - deutsch: Pasta, Panik und Pistolen. Blanvalet, München 2008, ISBN 978-3-442-36846-4.
- Trick or Treat. 2007.
- Forbidden Fruit. 2009.
- Cooking the Books. 2011.
- The Spotted Dog. 2018.

Stormbringer-Trilogie
Die Fantasy-Romane The Broken Wheel, Whaleroad, Cave Rats und Feral sind Prequels zur Stormbringer-Trilogie. Figuren in Stormbringer beziehen sich auf Ereignisse in diesen Büchern, sind im Übrigen aber unabhängig.
1. The Rat and the Raven. 2005.
2. Lightning Nest. 2006.
3. Ravens Rising. 2006.

Kinder- und Jugend-Romane, zumeist im Fantasy-Genre
- The Wandering Icon (1992)
- The Childstone Cycle (1994)
- Quest (1996)
- The Broken Wheel (1996)
- Whaleroad (1996)
- Cave Rats (1997)
- Feral (1998)
- Alien Invasions (2000) (gemeinsam mit Shannah Jay und Lucy Sussex, herausgegeben von Paul Collins und Meredith Costain)
- A different sort of real : the diary of Charlotte McKenzie, Melbourne 1918-1919 (2001), erneut unter dem Titel The Deadly Flu 2012
- The Three-Pronged Dagger (2002)
- Danger Do Not Enter (2003)
- The Long Walk (2004)
- Journey to Eureka (2005)
- Out of the Black Land (2010)

Essays
- Cassandra (1995)
- Electra (1996)
- Medea (1997)
- On Murder (2000)
- On Murder 2 (2002)
- Tamam Shud: The Somerton Man Mystery (2012)

## Verfilmungen
Die populäre Gestalt der Phryne Fisher wurde für das australische Fernsehen verfilmt als Miss-Fishers-mysteriöse-Mordfälle-Fernsehserie. Die erste Staffel wurde 2011 in der Stadt und Region Melbourne gedreht und ab 24. Februar 2012 auf dem Channel ABC1 ausgestrahlt. Eine zweite Staffel wurde im August 2012 bestellt und ab Februar 2013 gedreht.

## Einzelbelege
1. 1 2  Miss Fisher's Murder Mysteries creator dies aged 70. In: ABC News. 7. April 2025 (englisch, net.au [abgerufen am 7. April 2025]).
2. 1 2  Author interview: Kerry Greenwood, Sydney Writers’ Center, 19. Oktober 2007, abgerufen am 8. Januar 2014
3. ↑  On the couch with Kerry Greenwood August 14, 2003, theage.com.au Interview mit K. Greenwood, abgerufen am 8. Januar 2014
4. ↑  Sue Ryan-Fazilleau: "Kerry Greenwood's 'Rewriting' of Agatha Christie", JASAL 7 (2007)
5. ↑  Produktionsfirma Every Cloud zur Phryne Fisher Serie (Memento vom 15. März 2012 im Internet Archive)

| Personendaten    | Personendaten                 |
| ---------------- | ----------------------------- |
| NAME             | Greenwood, Kerry              |
| ALTERNATIVNAMEN  | Greenwood, Kerry Isabelle     |
| KURZBESCHREIBUNG | australische Schriftstellerin |
| GEBURTSDATUM     | 17. Juni 1954                 |
| GEBURTSORT       | Maribyrnong City, Australien  |
| STERBEDATUM      | 26. März 2025                 |
| STERBEORT        | Melbourne                     |